# Дула (острів)
Дула (ісп. Dula Cay) — безлюдний острів у Шіпстер Лагуні (Shipstern Lagoon), є володінням Белізу, складова частина округу Коросаль.

## Географія
Острів Дула знаходиться в заплутаних водно-болотяних лабіринтах Шіпстер Лагуни, неподалік узбережжя Белізу, країни Латинської Америки.